# Phạm Phong Lẫm
Phạm Văn Lẫm (1905–1958), bí danh Phạm Phong Lẫm, Ba Ốm, Phạm Ngọc Lẫm, Trần Văn Thành, Nguyễn Văn Thành, bút danh chính Hoa Lư, là nhà cách mạng, nhà báo Việt Nam.

## Cuộc đời
Phạm Văn Lẫm sinh ngày 27 tháng 9 năm 1905 ở thôn Nộn Khê, nay thuộc xã Yên Từ, huyện Yên Mô, tỉnh Ninh Bình. Xuất thân từ một gia đình nông dân, đến khi trưởng thành, ông theo học ở trường Thành chung Nam Định.
Năm 1926, ông cùng hai đồng hương là Phạm Ngọc Nhĩ, Phạm Ngọc Dự được Nguyễn Văn Hoan tuyên truyền tham gia các hoạt động cách mạng. Năm 1927, ông gia nhập Hội Việt Nam Cách mạng Thanh niên chi bộ trường Cửa Bắc (gồm Phạm Ngọc Dự, Phạm Ngọc Nhĩ, Phạm Văn Lẫm, Đặng Tiệm Quỳ, do Đặng Tiệm Quỳ làm Bí thư).
Tháng 7 năm 1929, ông gia nhập chi bộ Đông Dương Cộng sản Đảng ở làng Côi Trì (xã Yên Mỹ) do Tạ Uyên làm Bí thư, bản thân ông phụ trách công tác phát triển Đảng viên mới. Đầu năm 1930, ông bị thực dân Pháp bắt giữ và kết án 20 năm khổ sai và 15 năm quản thúc. Nhờ bố mẹ vợ bán tài sản để lo lót mà ông chỉ bị quản thúc ở quê nhà.
Ở quê, ông vẫn tiếp tục hoạt động trong chi bộ xã Yên Từ của Đảng Cộng sản Đông Dương. Năm 1936, phong trào Mặt trận Dân chủ Đông Dương nổ ra, ông hoạt động công khai, lãnh đạo người dân tham gia đấu tranh từ năm 1936 đến 1945. Trong đó, nổi bật nhất là buộc bãi công của công nhân nhà máy dệt Nam Định.
Năm 1945, với bí danh Phạm Phong Lẫm, ông được Trung ương Đảng chỉ định làm Bí thư Thành ủy Sài Gòn - Chợ Lớn, bí mật vào nam. Bấy giờ, thực dân Pháp đã bắt đầu xâm lược Nam Bộ, Thành ủy Sài Gòn buộc phải rút khỏi nội thành, phân tán ra các nơi để chỉ huy chiến đấu. Bí thư Thành ủy Nguyễn Văn Kỉnh khi đó đang ốm nặng, Xứ ủy Nam Bộ ban đầu chỉ định Nguyễn Thành A tạm nắm quyền Bí thư Thành ủy, nhưng lại nhận được lệnh của Trung ương nên điều ông A sang địa phương khác.
Khi tới nơi, chưa kịp tổ chức lại Thành ủy thì ông bị mắc bệnh hiểm nghèo, được bác sĩ Denier (Đảng viên Đảng Cộng sản Pháp) điều trị ở một bệnh viện tư tại Chợ Lớn. Đến cuối năm 1945, ông cùng kiến trúc sư Huỳnh Tấn Phát bị thực dân Pháp bắt giữ. Sau một thời gian tra hỏi, ông được thả và tiếp tục hoạt động với tư cách Tổng Thư ký Ủy ban Cứu trợ tù nhân chính trị.
Năm 1946, ông ra chiến khu, kết hôn với bà Nguyễn Thị Diệu. Năm 1951, công tác ở Sở Văn hóa Nam Bộ, rồi Cục Tuyên huấn Trung ương Cục miền Nam. Năm 1954, hai vợ chồng ông được Bí thư Khu ủy Nguyễn Văn Linh phân công về hoạt động công khai ở Sài Gòn. Tháng 7 năm 1955, căn nhà của  gia đình ông bị lục soát, ông may mắn trốn thoát. Bốn ngày sau, bà Diệu (khi đó đang mang thai ba tháng) bị chính quyền Ngô Đình Diệm bắt cóc và thủ tiêu.
Trong những năm cuối đời, ông sống trong cảnh bệnh tật, cộng thêm cú sốc từ cái chết của vợ khiến sức khỏe ngày càng giảm sút. Ngày 12 tháng 9 năm 1958, ông mất khi đang được các cán bộ che giấu. Năm 1995, phần mộ của ông được gia đình tìm thấy.

## Tặng thưởng
Ông được công nhận liệt sĩ và được Nhà nước Việt Nam truy tặng nhiều huân chương.

## Gia đình
Phạm Phong Lẫm có hai người vợ là bà Lê Thị Chinh và bà Nguyễn Thị Diệu. Ông và bà Chinh có hai người con là Phạm Minh Hằng, Phạm Bá Cường. Khi ông Lẫm vào nam, bà Chinh ở lại quê. Còn với bà Diệu, hai người có ba người con, hai gái, một trai.